# 许修直

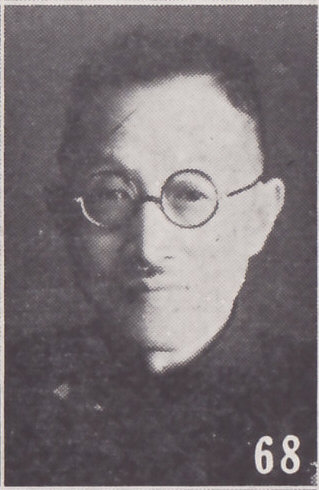
《最新支那要人传》中的许修直照片

许修直（1881年—1954年），原名卓然，字西溪，晚号百砚室主，江苏无锡人，中华民国政治家、藏砚名家，抗日战争期间曾任汪精卫政权的北京特别市市长。

## 生平
许修直毕业于日本中央大学法科，留学期间加入中国同盟会。回国后，历任江蘇提法司科長、苏州私立法政学堂教習、浙江高等審判厅推事、代理厅長、浙江官立法政学堂教習、大理院推事等职务。他还曾在中国大学任教。
1924年（民国13年）11月，被黄郛起用为国務院印鋳局局長。此後，作为黄郛的心腹进行活動。1927年（民国16年），任南京国民政府上海市法制室主任。同年10月，任交通部秘書長。翌年12月，任交通部参事。他还曾任轮船招商局监督、中央古物管理委员会主席委员。1933年（民国22年），任行政院駐北平政務整理委員会委員（委員長黄郛），同日本方面折衝。1935年（民国24年）7月，在内政部長黄郛手下升任内政部常務次長。翌年2月，黄郛因病辞任，許修直随同辞任。
抗日战争爆发後的1937年（民国26年）12月，許修直任中華民国臨時政府新民会厚生部長。翌年1月，任中華民国臨時政府行政委員会調査处处長。3月，被任命为中華民国維新政府行政院司法行政部部長，但未接受。同年7月，任華北電信電話株式会社副总裁。此外，还担任北京華僑協会理事。1939年起，其动向不详。1945年（民国34年）2月，任汪精卫政权的北京特别市市長。汪精卫政权倒台後，許修直動向不詳。1954年，許修直在北京逝世。享年74岁。